# 27421 Nathanhan
27421 Nathanhan è un asteroide della fascia principale. Scoperto nel 2000, presenta un'orbita caratterizzata da un semiasse maggiore pari a 2,7404047 au e da un'eccentricità di 0,1425258, inclinata di 5,63197° rispetto all'eclittica.
L'asteroide è dedicato allo studente statunitense Nathan Han.